# 가이우스 발레리우스 플라쿠스
가이우스 발레리우스 플라쿠스(Gaius Valerius Flaccus; Setinus Balbus, ? ~ 기원후 90년경)는 로마의 시인으로, 베스파시아누스와 티투스 황제 치하의 "백은 시대"에 전성기를 누렸으며, 아폴로니오스 로디오스의 유명한 작품을 모방한 라틴어 서사시 《아르고나우티카》를 썼다.

## 생애
플라쿠스는 마르티알리스의 시인 친구와 똑같이 파도바 출신의 가난한 사람으로 알려졌지만 확실하지 않으며, 시불라의 책(1.5)을 편찬한 15인의 신탁관 중 한 명이었므로 부유하게 살았을 것으로 보인다. 바티칸의 필사본 서명에는 세티누스 발부스라는 이름으로 적혀 있어, 라티움의 세체 출신이라고 지적하기도 한다. 그에 대해 언급하는 고대의 저술가는 퀸틸리아누스(10.1.90)가 유일하며, 그의 죽음이 큰 손실이라고 비탄한 기록이 있다. 기록이 적힌 퀸틸리아누스의 책은 기원후 90년경에 완성되었으며, 이것을 통해 플라쿠스가 죽은 시기를 추정할 수 있다.
플라쿠스의 현존하는 유일한 작품인 《아르고나우티카》는 그가 브리타니아를 향해 나설 때 베스파시아누스에게 헌정한 것으로, 기원후 70년 티투스가 예루살렘을 포위했거나 곧 점령했을 때 쓰여졌다. 기원후 79년 베수비오 산의 분화도 암시한 것으로 보아, 창작에 오랜 기간이 소요된 것으로 여겨진다. 《아르고나우티카》는 여덟 권(또는 열 권과 열두 권, 후자는 중요한 서사시 모범인 베르길리우스의 아이네이스와 일치)으로 쓰일 예정이었으며, 이아손의 황금양모를 찾는 임무를 그린 전통적인 장단단 육보격의 서사시이다. 현존하는 원문은 매우 훼손된 상태로, 메데이아가 고향으로 돌아가는 이아손의 항해에 함께하기를 청하는 부분에서 갑자기 끝이 난다. 대부분의 현대 학자들은 이 작품이 미완성이라고 가정하고 있다. 작품은 아폴로니오스 로디오스의 《아르고나우티카》를 자유롭게 모방하고 일부는 번역한 것도 있으며, "등장인물의 묘사, 생동감, 정리가 뛰어나다"(Loeb Classical Library)라는 평가를 받았다. 또한, 동일한 주제가 바로 아타키누스의 라틴어 시 판본으로 이미 인기를 끌고 있었다. 플라쿠스 작품의 목적은 로마의 브리타니아 지배를 확고히 하고 아르고 호가 흑해를 개척했듯 로마가 바다로 항해하도록 문을 연 베스파시아누스의 업적을 찬양하는 것이다.
1911년 브리태니커 백과사전에는 다음과 같이 적혀있다.
그동안 플라쿠스의 재능에 대한 여러 의견이 나왔으며, 몇몇 비평가는 그가 생동감 있는 서술, 등장인물의 묘사에 있어 원본을 능가하는 뛰어남을 지녔다고 평가했다. 그가 사용하는 용어는 순수하고, 그의 양식은 정확하며, 그의 작시는 단조롭지만 매끄럽다. 한편으로, 그에게는 독창성이 전혀 없다. 그의 시에는 두드러진 결점은 없지만, 부자연스럽고 면밀하게 지루하다. 그가 쓰는 말의 본보기가 된 것은 베르길리우스지만, 취향과 명료함은 훨씬 떨어진다. 지루한 교양 전시, 수사적인 과장된 표현, 읽기 어렵게 만드는 장식은 그가 고대에도 인기가 없었다고 여기기에 의심의 여지가 없다.

## 판본
오래된 판본
- Editio princeps, Bologna 1474
- Giovanni Battista Pio, Bologna 1519 (with commentary and continuation of the poem: remainder of book 8, book 9, book 10])
- Aldine edition, Venice 1523
- Louis Carrion, Antwerp 1565 (2nd ed. 1566) (Plantin edition)
- Nicolaas Heinius, Leiden 1680 (2nd ed. Utrecht 1702 [by Pieter Burman], 3rd ed. Padua 1720 [by Giuseppe Comino]
- Pieter Burman, Leiden 1724 (variorum edition)
- Bipontine edition, Zweibrücken 1786
- J.A. Wagner, Göttingen 1805 (with commentary)

현대의 판본
- G. Thilo, Halle 1863
- C. Schenkl, Berlin 1871
- E. Baehrens, Leipzig 1875 (Bibliotheca Teubneriana)
- P. Langen, Berlin 1896-7
- J.B. Bury, London 1900 (in Postgate's Corpus Poetarum Latinorum)
- C. Giarratano, Palermo 1904
- O. Kramer, Leipzig 1913 (Bibliotheca Teubneriana)
- J.H. Mozley, London & Cambridge, MA, 1934 (Loeb Classical Library)
- E. Courtney, Leipzig 1970 (Bibliotheca Teubneriana)
- W.W. Ehlers, Stuttgart 1980 (Bibliotheca Teubneriana)
- G. Liberman, Paris 1997 (Collection Budé) - Books 1-4
- F. Caviglia, Milan 1999 (Biblioteca Universale Rizzoli [BUR])
- G. Liberman, Paris 2002 (Collection Budé) - Books 5-8

## 참고 문헌
- Chisholm, Hugh, 편집. (1911). 〈Valerius Flaccus, Gaius〉. 《브리태니커 백과사전》 27 11판. 케임브리지 대학교 출판부.